# Капутикян, Сильва Барунаковна

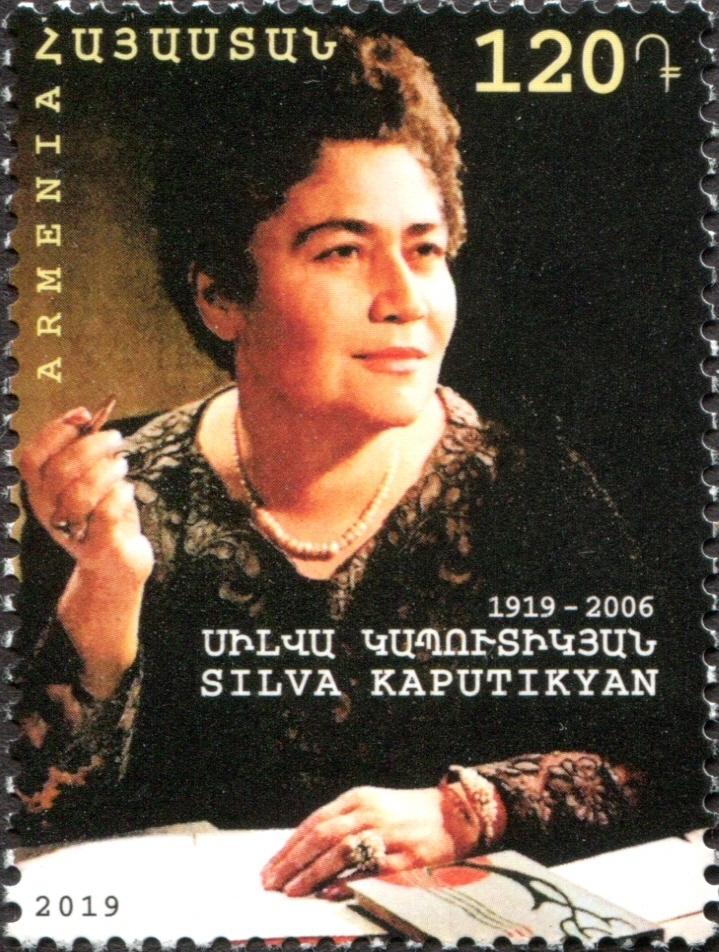
100 лет со дня рождения С. Б. Капутикян, Почта Армении, 2019

Си́льва Баруна́ковна Капутикя́н (арм. Սիլվա (Սիրվարդ) Բարունակի Կապուտիկյան; 5 января 1919 года, Ереван, Первая Республика Армения — 26 августа 2006 года, Ереван, Армения) — крупнейшая армянская поэтесса XX века, писатель и публицист, академик НАН РА. Заслуженный деятель культуры Армянской ССР (1970). Заслуженный работник культуры Грузинской ССР (1980). Лауреат Сталинской премии второй степени (1952).

## Биография
Сирвард Барунаковна Капутикян родилась 20 января 1919 года, в Ереване, в семье учителя и бывшего редактора революционной газеты, беженца из города Ван Барунака Капутикяна. Окончила среднюю школу № 19 в Ереване. В 1936—1941 годах училась на филологическом факультете Ереванского университета, затем окончила Высшие курсы Литературного института. Начала печататься с 1933 года.
Член Союза писателей Армении с 1941 года. Член ВКП(б) с 1945 года. Действительный член Национальной академии наук РА (1994), академий «Духовного единения народов мира» и «По вопросам природы и общества». Была депутатом Ереванского городского Совета депутатов трудящихся. Член Международного интеллектуального клуба «ПЕН-клуб».
Занимала активную позицию по Карабахскому вопросу. Являлась одной из лидеров карабахского движения. Вместе с Зорием Балаяном 26 февраля 1988 года встречалась с Горбачёвым, надеясь уговорить его разрешить карабахский вопрос в пользу Армении. Автор множества патриотических произведений.
С начала 1990-х поэтесса выступала с острой критикой армянских властей и их политики, после подавления митингов оппозиции в 2004 году вернула полученный в 80-летие Орден Святого Месропа Маштоца президенту Армении Р. Кочаряну.
Скончалась в Ереване 26 августа 2006 года. Похоронена в ереванском Пантеоне имени Комитаса.
В 2009 г. квартира в Ереване, в которой поэтесса прожила 30 лет, стала музеем. При жизни Капутикян лично обустроила квартиру и потребовала в завещании не вносить никаких изменений в интерьере.

## Личная жизнь
Была замужем за армянским поэтом Ованесом Ширазом, мать скульптора Ара Шираза.

## Творчество
С. Б. Капутикян — автор более 60 книг на армянском и русском языках, также переведенных на многие языки мира. В своих стихах часто обращается к темам любви, женского одиночества, патриотизма и самопожертвования. Также является автором многочисленных стихов для детей.
Часто бывая в разных странах, тесно общалась с представителями армянской диаспоры (как в Армении, так и в диаспоре особой популярностью пользовалось стихотворение Капутикян «Послушай, сынок»), написала ряд публицистических работ («Караваны ещё идут», «Караваны удаляются» и др.), где с болью поднимала основные проблемы потомков армянских беженцев — тоска, отчуждение, угасание западноармянского языка, борьба за самосохранение, поиски идентичности, усилия по признанию геноцида армян.

#### Трилогия оспюрке
В многовековом нашем словаре образовалось новое жёсткое слово «спюрк», от корня «спрвел» — рассеяться, расстилаться, — слово, которое стало синонимом разбросанного по свету армянства.— Меридианы карты и души
В 1960—1980-х годах Сильва Капутикян активно посещала страны, где проживало большое количество армян. В результате этих поездок и встреч с армянами спюрка появилось три книги:
I. Караваны ещё в пути (1964-67) — об армянах Ливана, Сирии и Египта.
II. Меридианы карты и души (1975) — о спюрке США и Канады.
III. И снова те же меридианы (1986) — о встречах с армянами Греции, Франции, Болгарии, Уругвая, Аргентины, Бразилии.
Эти книги выходили в свет отдельными изданиями и единым сборником «Моя тропка на дорогах мира» (1989).